# Fotografia ràpida

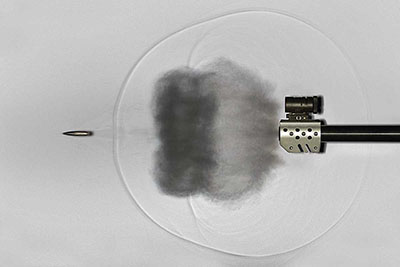
El so d'un tret comprimeix l'aire fortament. L'aire més dens provoca la flexió dels raigs de llum. La línia de negra corba, és el "mur de so". La bala viatja a 800 m/s, més ràpid que la velocitat del so, de 340m/s. Així que la bala és per davant de l'ona de xoc: és supersònica.

Fotografia ràpida o fotografia d'alta velocitat, és el nom donat a una característica de la imatge fotogràfica i a la tècnica utilitzada en la seva obtenció, en la que la velocitat de desplaçament del motiu és àmpliament inferior al de la velocitat d'obturació emprada, de tal manera que el subjecte fotografiat apareix totalment quiet en la imatge, com si estigués congelat.
Es té en compte aquest concepte especialment quan es parla de la fotografia de subjectes que es mouen a velocitats en les que és difícil per a l'ull humà capturar els detalls, permetent l'anàlisi detallada de subjectes en moviment. Té la seva aplicació en la fotografia d'esports, el fotoperiodisme, la fotografia científica i en general en les disciplines on cal l'estudi del moviment.

## Tècnica

Seqüència del galop d'un cavall de carreres. Capturada per Eadweard Muybridge, publicada per primera vegada en 1887.

Una imatge congelada s'obté modificant la velocitat d'obturació de la càmera, de tal manera que sobrepassi àmpliament la velocitat del moviment del subjecte a fotografiar. Per a això és necessari que les condicions de llum de l'escena siguin apropiades perquè amb la combinació de obturador i diafragma es pugui obtenir una exposició apropiada.